# Calamoneta eungella
Espèce
Calamoneta eungella est une espèce d'araignées aranéomorphes de la famille des Cheiracanthiidae.

## Distribution
Cette espèce est endémique du Queensland en Australie. Elle se rencontre du parc national d'Eungella au mont Dryander.

## Description
La carapace du mâle holotype mesure 3,28 mm de long sur 2,32 mm et l'abdomen 4,56 mm de long sur 1,92 mm et la carapace de la femelle paratype 3,36 mm de long sur 2,64 mm et l'abdomen 6,48 mm de long sur 4,08 mm.

## Systématique et taxinomie
Cette espèce a été décrite par Raven et Hebron en 2024.

## Publication originale
- Raven & Hebron, 2024 : « A review of the spider genus Calamoneta Deeleman-Reinhold, a new genus in the Western Pacific and the genus Eutittha Thorell (Araneomorphae: Cheiracanthiidae). » Memoirs of the Queensland Museum, Nature, vol. 65, p. 82-109.